# زاوية سيدي عيسى
زاوية سيدي عيسى هي معلم أثري تونسي مصنف من قبل المعهد الوطني للتراث يقع في ولاية قبلي في الجنوب التونسي، تحديدا في مدينة قبلي القديمة تم تصنيف المعلم في يوم 26 جانفي 2024